# Sojuz 3

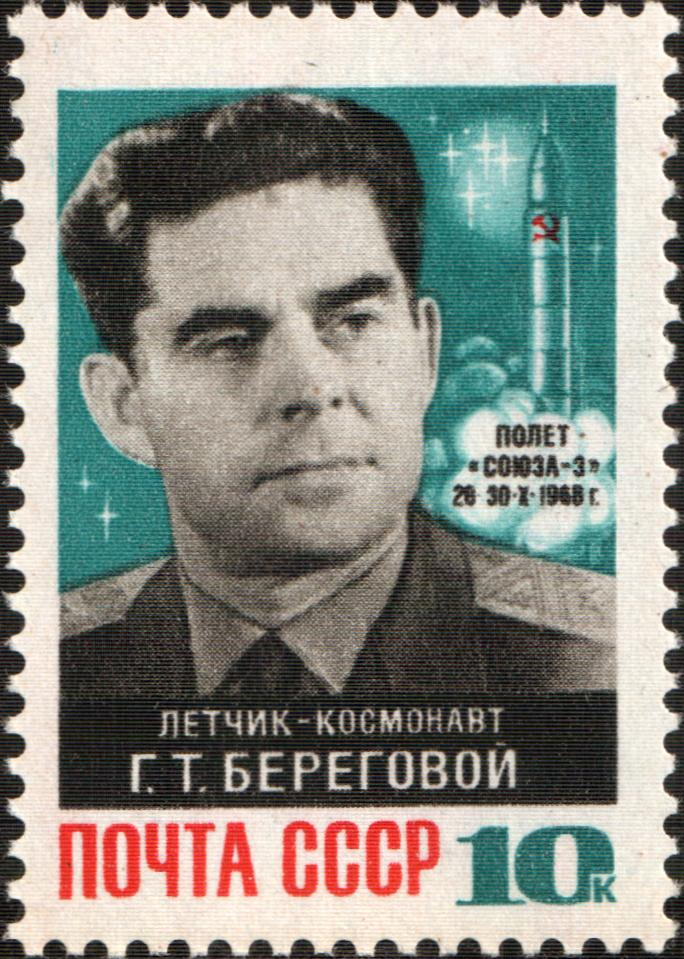
Radziecki znaczek upamiętniający lot
Sojuza 3

Sojuz 3 (kod wywoławczy Аргон - „Argon”) – pierwsza załogowa misja pojazdu Sojuz od katastrofy statku kosmicznego Sojuz 1, w której śmierć poniósł kosmonauta Władimir Komarow. Podobnie jak w poprzedniej misji, Sojuz 3 miał wykonać manewr dokowania ze statkiem kosmicznym Sojuz 2. Jedynym kosmonautą na pokładzie statku był Gieorgij Bieriegowoj.

## Załoga

### Podstawowa
- Gieorgij Bieriegowoj (1)

### Rezerwowa
- Władimir Szatałow (1)

### Druga rezerwowa
- Boris Wołynow (1)

## Przebieg misji
Sojuz 3 pilotowany przez kosmonautę generała Bieregowoja został wysłany przez rakietę nośną Sojuz na orbitę o parametrach 205/225 km. Oba statki wykonały lot grupowy (Sojuz 2 wyniesiony bez załogi w dniu 25 października 1968 r. na orbitę o parametrach 185/224 km). Po wejściu na orbitę Sojuz 3 odszukał za pomocą radaru statek Sojuz 2 i automatycznie zbliżył się do niego na odległość 200 m. Następnie kosmonauta przy użyciu ręcznego sterowania podjął próbę dokowania. Mimo zbliżenia pojazdów na odległość jednego metra, trzy próby zakończyły się niepowodzeniem. Po oddaleniu się obu statków na odległość 566 km została powtórzona operacja zbliżenia Sojuza 3 do Sojuza 2. Po wyczerpaniu prawie całego zapasu paliwa w silnikach manewrowych, misję przerwano. Najprawdopodobniej przyczyną niepowodzenia był błąd ludzki – Bieriegowoj nie zorientował się, że oba Sojuzy ustawione są względem siebie w pozycji obróconej o 180°. Po zakończeniu wspólnych eksperymentów Sojuz 2 został sprowadzony na Ziemię w dniu 28 października 1968 r., natomiast Bieregowoj pozostał na orbicie do dnia 30 października 1968 r. Oba statki wylądowały łagodnie na obszarze Związku Radzieckiego. Winą za niepowodzenie misji obciążono Bieriegowoja.
Współczesna prasa w Polsce pisała wtedy o udanym zbliżeniu do bezzałogowego statku Sojuz 2, co niewątpliwie było wtedy osiągnięciem.
Katastrofa lotnicza, w której zginął Jurij Gagarin, miała miejsce w trakcie jego przygotowań do tej misji.